# Цебингер, Берта
Берта Цебингер (нем. Berta Zebinger; годы жизни неизвестны) — австрийская шахматистка, победительница чемпионата Австрии по шахматам среди женщин (1955).

## Шахматная карьера
С начала 1950-х до середины 1960-х годов Берта Цебингер была одной из ведущих австрийских шахматисток. На чемпионате Австрии по шахматам среди женщин она выиграла три медали: золотую (1955 г.) и две серебряные (1952 г., 1964 г.).
Берта Цебингер играла за Австрию в шахматной олимпиаде среди женщин в 1957 году в Эммене на второй доске (+4, =1, −6).